# Estado español (terminología)
Con Estado español podemos hacer referencia a tres conceptos:
- El primero, más propio, es el que alude a la realidad jurídica de España: el poder público, el conjunto de los poderes y órganos de gobierno del país, en sentido amplio.
- El segundo fue utilizado en tratados internacionales y otros documentos para denominar al país, siendo actualmente "Reino de España".
- El tercero es el uso de la expresión «Estado español» como sinónimo de España.

## El Estado español en la Segunda República
La Constitución de 1931 habla del Estado español en numerosas ocasiones como por ejemplo en el artículo 3.º: "El Estado español no tiene religión oficial" o el artículo 7.º: "El Estado español acatará las normas universales del Derecho internacional, incorporándolas a su derecho positivo". 
Se utilizan además otros términos en los que se sobreentiende la expresión Estado español, como en el artículo primero donde se define a España como un Estado integral.

## Uso del término durante el franquismo

Escudo del Estado español durante la dictadura franquista.

Estado Español era la denominación oficial de España en tanto que régimen político entre 1939 y 1976 (y esporádicamente hasta 1979), bajo la dictadura franquista, a pesar de declararse constituido en Reino desde la Ley de Sucesión en la Jefatura del Estado de 1947.
En 1936, tras el golpe de Estado, en cuanto estalló la guerra civil española, las fuerzas rebeldes comenzaron a utilizar la forma Estado español (y no República española o Reino de España). Esto fue debido a los diferentes puntos de vista respecto de la forma de estado que existían entre los miembros de la coalición que se hacía llamar «nacional», que contaba con el apoyo de los falangistas, de corte fascista y grupos claramente monárquicos como los carlistas. El 1 de octubre de 1936, el general Franco fue nombrado generalísimo de los Ejércitos y jefe del Estado, lo cual puede considerarse como acto fundacional del Nuevo Estado que venía a sustituir a la República Española.
El Estado español fue declarado reino en 1947, pero no fue designado ningún rey; el jefe de Estado, Franco, se reservó el derecho a nombrar la persona que considerada más adecuada para el título y retrasó el momento de la elección, debido a consideraciones de carácter político. En 1969 la incertidumbre concluyó con la designación de Juan Carlos de Borbón como sucesor oficial de Franco (lo que constituyó una desagradable sorpresa para muchos interesados, ya que Juan Carlos no era el legítimo heredero del trono para los carlistas).

## Uso actual del término desde los nacionalismos y ciertos sectores de la izquierda y la derecha
En la actualidad, el término "Estado español" es utilizado en España por nacionalistas periféricos que no reconocen a España como su auténtica nación, no compatible con la idea de la nación española, estando en los discursos tanto de la izquierda (como Esquerra Republicana de Catalunya), y de la derecha (como Aliança Catalana).
Desde estos ámbitos el término es utilizado en sustitución de "España".[cita requerida] Este término, sin embargo, no es tan reciente como a menudo se ha señalado, pues fue ya utilizado durante la Segunda República en algunos textos y discursos de políticos de fuerzas de nacionalistas tanto centralistas como periféricas.[cita requerida]
Del mismo modo, aunque en menor medida, en los grupos nacionalistas o soberanistas se recurre en ocasiones a una terminología similar para hablar de otros estados a los que se considera constituidos por varias naciones (ejemplo, "Estado francés", "Estado marroquí", etc.)[cita requerida]